# Связанные одной цепью
Связанные одной цепью (исп. Encadenados) — мексиканская 180-серийная мелодрама 1988 года производства Televisa.

## Сюжет
У бизнесмена-миллионера Алехандро Вальдекасаса скончалась супруга, и тот овдовел и у него на руках остались двое детей — Эдуардо и Каталина. Сын был очень плохо воспитан и зачастую не контролировал свои поступки, дочь, наоборот, была щедрой и робкой. В один прекрасный день у Алехандро украли его кошелёк, но маленький мальчик Герман, немец по национальности помог задержать грабителя и вернул кошелёк законному владельцу. В качестве вознаграждения Алехандро разрешил ему поселиться в их доме, и тот стал испытывать симпатию к Каталине, а его брат с завистью следил за их отношениями. Минуло несколько лет, Алехандро Вальдекаса умирает от болезни, Герман и Каталина влюбились, но Эдуардо бешено ревнует его к своей сестре.

## Создатели телесериала

### В ролях
- Кристиан Бах — Каталина Вальдекасас
- Умберто Суррита — Херман
- Серхио Хименес — Каралампио/Хосе
- Хульета Росен — Бланка Ласкано
- Ракель Ольмедо — Алина
- Макария — Исабель
- Мигель Анхель Феррис — Эдуардо Вальдекасас
- Леонардо Даниэль — Даниэль Ласкано
- Марсела де Галина — Алехандро
- Тони Браво — Карлос Монтес
- Габриэла Гольдсмит — Ирис
- Артуро Бонавидес — Арнальдо
- Малена Дория — Берта
- Фернандо Монсада — Мануэль
- Мария Монтаньо — Адела Ласкано
- Тео Тапия — Хилберто Ласкано
- Сесар Адриан Санчес — Тоньо
- Хорхе Мондрагон — доктор Кастелланос
- Хульета Эгуррола — Хасинта
- Мария Эухения Риос — Наталия
- Алехандро Руис — Маркос
- Наилия Норвинд — Мариела
- Грасиэла Доринг — Фелипа
- Бруно Рей — Алехандро Вальдекасас
- Фабиола Эленка Тапия — Каталина (в детстве)
- Рауль Кастро — Херман (в детстве)
- Рафаэль Омар — Даниэль (в детстве)
- Фарид Кури — Эдуардо (в детстве)
- Рената де лос Риос — Бланка (в детстве)
- Аурора Медина — Аурелия
- Хосафат Луна — Луис Альберто

### Административная группа
- оригинальный текст: Марисса Гарридо, Тере Медина + адаптация
- музыкальная тема заставки: Piano
- композитор: Бебу Сильветти
- музыкальные арранжировщики: Хуан Карлос Норонья, Хуан Диего
- художник-постановщик: Ариэль Биянко
- координатор художника-постановщика: Гуадалупе Куэвас
- начальники производства: Херардо Лусио, Тереса Анайя
- координатор производства в Табаско: Хуан Муньос
- светотехник: Серхио Тревиньо
- оператор-постановщик: Хесус Акунья Ли
- режиссёр-постановщик: Хулио Кастильо
- продюсер: Эрнесто Алонсо
- выпускающая телекомпания: Televisa
- год выпуска: MCMLXXXVIII (1988)

## Награды и премии

### TVyNovelas(2 из 4)
| Номинация           | Персона        | Итоги премии |
| ------------------- | -------------- | ------------ |
| Лучшая теленовелла  | Эрнесто Алонсо | проигрыш     |
| Лучшая женская роль | Кристиан Бах   | ПОБЕДА       |
| Лучшая мужская роль | Умберто Сурита | ПОБЕДА       |
| Лучший злодей       | Серхио Хименес | проигрыш     |